# Liste der Kulturdenkmäler in Beuren (Hochwald)
In der Liste der Kulturdenkmäler in Beuren (Hochwald) sind alle Kulturdenkmäler der rheinland-pfälzischen Ortsgemeinde Beuren (Hochwald) einschließlich des Ortsteils Prosterath aufgeführt. Grundlage ist die Denkmalliste des Landes Rheinland-Pfalz (Stand: 8. Februar 2023).

## Einzeldenkmäler
| Bezeichnung                                     | Lage                                                                         | Baujahr                            | Beschreibung | Bild                           |
| ----------------------------------------------- | ---------------------------------------------------------------------------- | ---------------------------------- | --- | ------------------------------ |
| Friedhofskreuz und Grabstein                    | Beuren, Hauptstraße, auf dem Friedhof Lage                                   | 1835                               | Friedhofskreuz, Altarkreuz, 1835; neugotischer Priestergrabstein, 1880                                                                         | BW                             |
| Forsthaus                                       | Beuren, Hauptstraße 2 Lage                                                   | zweite Hälfte des 19. Jahrhunderts | Revierförsterhaus; Quereinhaus, zweite Hälfte des 19. Jahrhunderts                                                                             | BW                             |
| Katholische Pfarrkirche St. Paulinus            | Beuren, Kirchstraße Lage                                                     | 1835–37                            | klassizistischer Saalbau, 1835–37, Architekt Johann Bingler; bauliche Gesamtanlage mit ehemaligem Kirchhof und neuem Pfarrhaus (Kirchstraße 4) | weitere Bilder Fotos hochladen |
| Gedenkstein für sowjetische Kriegsgefangene     | Beuren, südwestlich des Ortes im Staatsforst Lage                            |                                    | Findling als Mahnmal für einen Eschießungsplatz des KZ Hinzert                                                                                 | BW                             |
| Gedenkstein für Luxemburger Streikopfer         | Beuren, südwestlich des Ortes im Staatsforst Lage                            | 1972                               | Findling als Mahnmal für einen Eschießungsplatz des KZ Hinzert                                                                                 | BW                             |
| Wegekapelle                                     | Beuren, östlich des Ortes an der Dhrontalstraße Lage                         | 1917                               | Wegekapelle, Backsteinbau, 1917 | BW                             |
| Wegekreuz                                       | Beuren, südwestlich des Ortes an der Abzweigung der L 152 von der L 148 Lage | 1938                               | Holzkreuz, 1938 von W. Imandt | Fotos hochladen                |
| Katholische Filialkirche St. Antonius von Padua | Prosterath, Antoniusstraße Lage                                              | 1888                               | neugotischer Saalbau, 1888, Architekt Vincenz oder Franz Statz                                                                                 | weitere Bilder Fotos hochladen |
| Brunnenanlage                                   | Prosterath, Brunnenstraße Lage                                               |                                    | Brunnenstube und gusseiserner Trog, Erneuerung um 1900                                                                                         | BW                             |
| Quereinhaus                                     | Prosterath, Brunnenstraße 2 Lage                                             | um 1840                            | Quereinhaus, um 1840 | Fotos hochladen                |
| Kreuz                                           | Prosterath, südlich des Ortes auf dem Friedhof Lage                          | 1944                               | Holzkreuz, 1944 | BW                             |

## Ehemalige Kulturdenkmäler
| Bezeichnung     | Lage                          | Baujahr         | Beschreibung | Bild            |
| --------------- | ----------------------------- | --------------- | --- | --------------- |
| Breitgiebelhaus | Beuren, Drohntalstraße 7 Lage | 18. Jahrhundert | Breitgiebelhaus; aus Denkmalliste gelöscht, abgerissen [Lage im Bild annotiert] | Fotos hochladen |
| Quereinhaus     | Beuren, Hauptstraße 29 Lage   | 1805            | Quereinhaus, bezeichnet 1805; aus Denkmalliste gelöscht, abgerissen | BW              |
| Altes Pfarrhaus | Beuren, Kirchstraße 4 Lage    | 1826            | Aus zwei Gebäudeteilen bestehender, breitgelagerter verputzter Schieferbruchsteinbau unter schiefereingedecktem Krüppelwalmdach; aus Denkmalliste gelöscht, abgerissen [Lage im Bild annotiert] | Fotos hochladen |